# Carlos Ezquerra
Carlos Ezquerra wł. Carlos Sanchez Ezquerra (ur. 12 listopada 1947 w Ibdes, zm. 1 października 2018) – hiszpański rysownik komiksowy. Wraz ze scenarzystą Johnem Wagnerem współtwórca sędziego Dredda.

## Życiorys
Urodzony w Ibdes, rozpoczął karierę w Barcelonie, rysując westerny i opowiadania o wojnie dla hiszpańskich wydawców. W 1973 roku dostał pracę na rynku brytyjskim za pośrednictwem agenta Barry’ego Cokera, rysując romantyczne tytuły dla dziewcząt, takie jak Valentine i Mirabelle, a także westerny dla Pocket Western Library i różne paski przygodowe dla The Wizard Thomson & Co.'s. Wielka Brytania była popularnym rynkiem dla hiszpańskich artystów, ponieważ kurs wymiany oznaczał, że praca dobrze się opłacała, więc Ezquerra przeprowadził się do Londynu, by być blisko pracy, osiadł w Croydon ze swoją żoną.
Został poproszony o wizualizację nowej postaci Sędziego Dredda przed jej premierą w 1977 roku. Jego wyszukane projekty nie budziły zainteresowania scenarzysty Johna Wagnera, ale zaimponował redaktorowi Patowi Millsowi. Wrócił do Battle, gdzie połączył siły z Alanem Hebdenem, aby stworzyć „El Mestizo”.
Ezquerra od czasu do czasu używał pseudonimu „L John Silver” do takich prac jak „The Riddle of the Astral Assassin” z 2000AD. prog 118 i ABC Warriors.